# 러다이트 운동
러다이트 운동(Luddite)은 19세기 초반 영국에서 있었던 사회 운동으로 섬유 기계를 파괴한 급진파부터 시작되어 1811년에서 1816년까지 계속된 지역적 폭동으로 절정에 달했으며, 시간이 지나면서 이 용어는 일반적으로 산업화, 자동화, 컴퓨터화 또는 신기술에 반대하는 사람을 의미하게 되었다.

## 원인
흔히 러다이트 운동은 기계를 파괴하였다는 사실 때문에 민중들의 우매한 감정적 폭동으로만 잘못 여겨지지만, 실제로는 노동자들이 자본가에 맞서 계급투쟁을 벌인 노동운동이었다. 영국의 섬유 노동자들은 자본가로부터 하청을 받아 일하는 비정규직 노동자들이었는데, 일하는 노동에 비해 이윤의 분배가 적은 착취로 고통받고 있었다. 실제로 그들이 받는 임금은 빵 한 개만 살 수 있어서 가족을 부양할 수 없었다. 더구나 영국 정부가 자본가와 결탁하여 단결금지법을 제정했기 때문에, 19세기 영국 노동자들은 노동조합 결성, 단체교섭, 파업 등으로 단결하여 싸우는 노동운동을 하지 못했다. 그래서 노팅엄셔·요크셔·랭커셔를 중심으로 자본가에게 빌려 사용하던 기계를 파괴함으로써 자본가의 착취에 맞서 계급투쟁을 하였는데 이를 러다이트 또는 기계파괴운동이라고 부른다.

## 결과
영국 정부에서는 자본가들의 편에 서서 주동자를 처형하는 등 탄압을 하였는데, 이는 민중들의 마음을 움직여 투쟁자금 모금운동이 일어났으며 바이런 등의 지식인들도 "폭동은 가난때문에 생긴다."라며 노동자들을 편들었다.결국 자본가들은 노동자들의 단결투쟁에 굴복하여 노동자들의 권리를 존중하지 않을 수 없었다. 투쟁에서 승리한 노동자들은 폭력투쟁으로는 한계가 있음을 깨닫고 의회민주주의로 투쟁하였는데, 이를 차티스트 운동, 차티즘이라고 부른다. 노동조합이 자본가와 협상하고 협상한 내용을 단체협약으로써 문서화하는 권리인 단체교섭권도 러다이트 운동에서 유래한다. 노동자들이 자신의 권리를 주장하고 싸우자 자본가들은 노동자들에게 양보를 하지 않으면 안 된다는 사실을 깨달았기 때문이다.

## 의미
기계는 그들에게 있어서 자본주의적 생산기구 아래 도입된 것으로, 인간을 노고(勞苦)에서 해방시키는 것이 아니며 노동자에게 있어서 기계는 그들의 노고를 더욱 증대시키는 것으로 생각되었다. 기계를 때려부수는 행위는 기계를 소유하는 자본가에 대한 증오를 나타내는 하나의 변형이었다. 러다이트(Luddite) 운동은 1811년과 1812년 사이에 일어난 대규모적인 기계부수기 운동이었고, 노팅엄셔·요크셔·랭커셔를 중심으로 수많은 역직기(力織機) 편기가 파괴되었다.

## 같이 보기
- 면실유
- 조면기
- 면섬유
- 캘리코 금지법

## 참고 자료
- 《교실밖의 세계사》-럿다이트 운동:대중들의 우매한 감정적 폭동이 아니었다/김성환 지음/사계절
- 이 문서에는 다음커뮤니케이션(현 카카오)에서 GFDL 또는 CC-SA 라이선스로 배포한 글로벌 세계대백과사전의 내용을 기초로 작성된 글이 포함되어 있습니다.
- 기계가 일자리 뺏는다?…역사적 해프닝으로 끝난 기계파괴운동